# Tamia (cantante)
Tamia Marilyn Washington Hill (Windsor, Ontario, 9 de mayo de 1975), conocida artísticamente como Tamia, es una cantante y compositora canadiense de r&b/soul. Es más conocida por su primer Top 40 en las listas de R&B "So Into You" de 1998, "Stranger in My House" de 2000, "Can't Get Enough" de 2006 y "Beautiful Surprise" de 2012.Tamia está casada con el jugador retirado de la NBA Grant Hill con el que tiene dos hijas: Myla Grace y Lael Rose.
Ha sido nominada en seis ocasiones a los Premios Grammy y cinco veces a los premios Juno.

## Discografía

### Álbumes de estudio
- 1998: Tamia
- 2000: A Nu Day
- 2004: More
- 2006: Between Friends
- 2012: Beautiful Suprise
- 2015: Love Life
- 2018: Passion Like Fire

### Álbumes compilatorios
| Título        | Detalles del álbum | Máxima posición en listas | Máxima posición en listas | Máxima posición en listas | Certificaciones (Ventas) |
| Título        | Detalles del álbum | US                        | US R&B                    | JPN                       | Certificaciones (Ventas) |
| ------------- | --- | ------------------------- | ------------------------- | ------------------------- | ------------------------ |
| Greatest Hits | - Lanzado sólo en Sudáfrica - Fecha de lanzamiento: 2 de noviembre de 2009 - Sello discográfico: Plus One / Image y Gallo | —                         | —                         | —                         |                          |

## Sencillos
| «You Put a Move on My Heart» (con Quincy Jones)                          | 1994 | 98  | 16 | —  | —   | — | —  | —  | Q's Jook Joint / Tamia             |
| «Slow Jams» (con Quincy Jones, Babyface, Portrait y Barry White)         | 1996 | 68  | 19 | —  | —   | — | 2  | —  | Q's Jook Joint                     |
| «Missing You» (con Brandy, Gladys Knight yChaka Khan)                    | 1996 | 25  | 10 | —  | —   | — | 2  | —  | Set It Off soundtrack              |
| «Make Tonight Beautiful»                                                 | 1997 | —   | —  | —  | —   | — | —  | —  | Speed 2: Cruise Control soundtrack |
| «Imagination» (junto a Jermaine Dupri)                                   | 1998 | 37  | 12 | —  | —   | — | 30 | 90 | Tamia                              |
| «So Into You»                                                            | 1998 | 30  | 7  | —  | —   | — | —  | —  | Tamia                              |
| «Falling for You»                                                        | 1999 | —   | —  | —  | —   | — | —  | —  | Tamia                              |
| «Loving You Still»                                                       | 1999 | —   | 78 | —  | —   | — | —  | —  | Tamia                              |
| «Spend My Life with You» (con Eric Benét)                                | 1999 | 21  | 1  | —  | —   | — | —  | —  | A Day in the Life                  |
| «Can't Go for That»                                                      | 2000 | 84  | 23 | —  | —   | — | —  | —  | A Nu Day                           |
| «Stranger in My House»                                                   | 2001 | 10  | 3  | 1  | 128 | — | —  | —  | A Nu Day                           |
| «Tell Me Who»                                                            | 2001 | —   | 63 | 2  | —   | — | —  | —  | A Nu Day                           |
| «Into You» (Fabolous junto a Tamia)                                      | 2003 | 4   | 1  | —  | 18  | 4 | —  | 37 | More                               |
| «Officially Missing You»                                                 | 2003 | 83  | 31 | 4  | —   | — | —  | —  | More                               |
| «Questions»                                                              | 2004 | 112 | 40 | —  | —   | — | —  | —  | More                               |
| «Still»                                                                  | 2004 | —   | 83 | 34 | —   | — | —  | —  | More                               |
| «Can't Get Enough»                                                       | 2006 | —   | 26 | —  | —   | — | —  | —  | Between Friends                    |
| «Me»                                                                     | 2007 | —   | 29 | 11 | —   | — | —  | —  | Between Friends                    |
| «Almost»                                                                 | 2007 | —   | 59 | 37 | —   | — | —  | —  | Between Friends                    |
| «Beautiful Surprise»                                                     | 2012 | —   | 24 | —  | —   | — | —  | —  | Beautiful Surprise                 |
| «Give Me You»                                                            | 2012 | —   | 82 | —  | —   | — | —  | —  | Beautiful Surprise                 |
| «Sandwich and a Soda»                                                    | 2015 | —   | 24 | —  | —   | — | —  | —  | LoveLife                           |
| "—" denota que no fue lanzado en dicho país o no apareció en las listas. |      |     |    |    |     |   |    |    |                                    |

### Colaboraciones
| Canción                              | Año  | Artista(s)              | Álbum                          |
| ------------------------------------ | ---- | ----------------------- | ------------------------------ |
| «Don't Be Late, Don't Come Too Soon» | 1997 | LL Cool J junto a Tamia | Phenomenon                     |
| «The Christmas Song»                 | 1998 | Tamia, Jermaine Dupri   | 12 Soulful Nights of Christmas |
| «Into You»                           | 2003 | Fabolous junto a Tamia  | Street Dreams                  |

### Apariciones en bandas sonoras
| Canción                  | Año  | Artista(s)                               | Película                   |
| ------------------------ | ---- | ---------------------------------------- | -------------------------- |
| «Missing You»            | 1995 | Tamia, Brandy, Chaka Khan, Gladys Knight | Set It Off                 |
| «Keep Hope Alive»        | 1996 | Tamia                                    | The Associate              |
| «Make Tonight Beautiful» | 1998 | Tamia                                    | Speed 2: Cruise Control    |
| «Careless Whisper»       | 1998 | Tamia                                    | A Night at the Roxbury     |
| «Be Alright»             | 2002 | Tamia                                    | The Transporter            |
| «It's a Party»           | 2003 | Tamia                                    | Honey, la reina del baile  |
| «Officially Missing You» | 2003 | Tamia                                    | A Man Apart                |
| «Dance My Dream»         | 2004 | Tamia                                    | First Daughter             |
| «Things I Collected»     | 2005 | Tamia                                    | Diary of a Mad Black Woman |

## Premios y nominaciones
| Galardón                     | Año                          | Trabajo                                     | Categoría                                     | Resultado | refs |
| ---------------------------- | ---------------------------- | ------------------------------------------- | --------------------------------------------- | --------- | ---- |
| Premios Grammy               |                              |                                             |                                               |           |      |
| 1997                         | «You Put a Move On My Heart» | Mejor interpretación vocal de R&B femenina  | Nominada                                      | [ 20 ]    |      |
| 1997                         | «Slow Jams»                  | Mejor interpretación R&B por un dúo o grupo | Nominada                                      | [ 21 ]    |      |
| 1997                         | «Missing You»                | Mejor colaboración vocal de pop             | Nominada                                      | [ 20 ]    |      |
| 2000                         | «Spend My Life with You»     | Mejor interpretación R&B por un dúo o grupo | Nominada                                      | [ 22 ]    |      |
| 2013                         | «Beautiful Surprise»         | Mejor canción R&B                           | Nominada                                      | [ 23 ]    |      |
| 2013                         | «Beautiful Surprise»         | Mejor álbum de R&B                          | Nominada                                      | [ 23 ]    |      |
| NAACP Image Award            | 2000                         | «Spend My Life With You»                    | Canción destacada                             | Ganadora  |      |
| Premios Juno                 |                              |                                             |                                               |           |      |
| 1999                         | —                            | Mejor artista nuevo solista                 | Nominada                                      | [ 4 ]     |      |
| 1999                         | «Tamia»                      | Mejor grabación de R&B/soul                 | Nominada                                      | [ 4 ]     |      |
| 2001                         | «A Nu Day»                   | Mejor grabación de R&B/Soul                 | Nominada                                      | [ 4 ]     |      |
| 2005                         | «More»                       | Grabación R&B/soul del año                  | Nominada                                      | [ 4 ]     |      |
| 2007                         | «Between Friends»            | Grabación R&B/Soul del año                  | Nominada                                      | [ 4 ]     |      |
| Soul Train Music Awards      | 2012                         | —                                           | Mejor artista independiente/soul              | Nominada  |      |
| UB Honors Awards             |                              |                                             |                                               |           |      |
| 2012                         | —                            | Mejor álbum independiente urbano            | Nominada                                      |           |      |
| 2012                         | —                            | Mejor álbum R&B del año                     | Nominada                                      |           |      |
| RLM World Music Awards       | 2013                         | —                                           | Mejor artista femenina                        | Nominada  |      |
| Billboard R&B/Hip-Hop Awards | 2007                         | —                                           | Mejor artista femenina R&B/hip-hop            | Nominada  |      |
| Source Awards                | 2003                         | «Into You»                                  | Colaboración R&B/rap del año junto a Fabolous | Nominada  |      |